# День далеков
День далеков (англ. Day of the Daleks) — первая серия девятого сезона британского научно-фантастического телесериала «Доктор Кто», состоящая из четырёх эпизодов, которые были показаны в период с 1 по 22 января 1972 года.

## Сюжет
Сэр Реджинальд Стайлс, британский дипломат, пытающийся организовать мирную конференцию, чтобы предотвратить третью мировую войну, находится в своей комнате в доме престарелых, когда к нему врывается солдат-повстанец и наставляет на него футуристически выглядящий пистолет, но, не успев выстрелить, исчезает, а дрожащий Стайлс сообщает своему секретарю, что к нему приходил призрак. Конференция имеет важное значение, поэтому на ней должны присутствовать представители ЮНИТ. Китайский дипломат отказываться в ней участвовать, поэтому Стайлс собирается вылетать в Пекин, чтобы убедить его всё же принять участие в конференции. Доктор, Джо и Бригадир приезжают в дом престарелых, но Стайлс отрицает, что видел призрака, хотя Доктор замечает грязные следы на полу.
Тот же повстанец вновь появляется в вихре во дворе, но его перехватывают и тяжело ранят два гуманоида, огрона. Солдаты ЮНИТ обнаруживают его и отправляют в больницу, а Доктор тем временем осматривает его оружие и маленькую чёрную коробочку, которую он обнаруживает в соседнем туннеле. Пистолет (ультразвуковой дезинтегратор) сделан из земных материалов, а коробочка представляет собой примитивную машину времени. Как только он её активирует, у неё сгорает предохранитель, а повстанец исчезает из машины скорой помощи. Доктор решает провести ночь в дом престарелых.
Наутро появляются трое повстанцев, женщина-командир Анат и двое мужчин, Боаз и Шура. Они пробираются в дом, убив двух солдат, и нападают на Доктора, который пытается реактивировать машину времени. Шура пытается убедить Доктора выключить коробку, так как в будущем Контроллер сообщит далекам их пространственно-временные координаты и те их уничтожат.
Анат и Боаз берут Джо в заложники и требуют выключить машину. Доктор подчиняется и в беседе с повстанцами узнаёт, что те принимают его за Стайлса, которого им нужно убить. Тот убеждает их в обратном. Капитан Йетс и сержант Бентон заходят в дом в поисках пропавшего патруля, и повстанцы прячутся с Джо и Доктором в подвале. Посчитав, что Доктор и Джо куда-то ушли, Йетс и Бентон связываются с Бригадиром, который приказывает им обыскать двор ещё раз.
В будущем далеки требуют, чтобы Контроллер послал отряд на место, которое они обнаружили ранее, и активировал магнетрон временного вихря, чтобы все, кто путешествует между двумя зонами, попадали в штаб-квартиру Контроллера. В настоящем Анат посылает Шуру связаться со штабом, но тому удаётся только достать бомбу из туннеля прежде, чем его атакуют огроны. Его ранят, но он сбегает.
В момент, когда Доктор объясняет Джо, почему повстанцы не могут отправиться днём ранее, Доктора вытаскивают из подвала, чтобы тот ответил на звонок Бригадира, и ему приходится сказать, что в доме всё хорошо. Тот в ответ сообщает, что китайский делегат согласился присутствовать и конференция состоится завтра. Тем временем у него закрадываются сомнения, и он решает отправиться в дом самолично. Джо освобождается от верёвок и угрожает уничтожить машину времени, но случайно активирует её и появляется в штабе Контроллера.
Джо сообщает Контроллеру точное место и время отбытия, и далеки отправляют одного из них вместе с отрядом огронов в настоящее атаковать дом. Анат и Боаз отступают в туннели. Подъезжает Бригадир с отрядом, и Доктор реквизирует его джип для преследования повстанцев. В туннелях он встречает далека и, убегая, натыкается на Анат и Боаза, активирующих машину времени. Он отправляется с ними в XXII век и, отделённый от них и преследуемый огронами, выбирается на поверхность. Контроллер сообщает далекам о неком Докторе, упомянутом Джо, и далеки требуют немедленно его уничтожить, так как он их враг.
Доктор видит, что на фабрике используется рабский труд людей, охраняемых другими людьми. Его ловят, и во время допроса к нему приходит начальник фабрики, который просит оставить их наедине. Когда все выходят, начальник спрашивает, из какой группы повстанцев Доктор, но прежде, чем продолжается беседа, прибывает Контроллер и забирает Доктора к Джо. Начальник сообщает повстанцам на базу о Докторе, но его обнаруживают огроны и убивают. Лидер повстанцев, Мония, решает, что они должны спасти Доктора, так как только его боятся далеки.
После неудачной попытки побега далеки сканируют разум Доктора и убеждаются, что это тот самый их враг. Их прерывает Контроллер, который говорит, что сканирование мозга убьёт его, а от него можно получить информацию о повстанцах, и он допросит его самостоятельно. Далеки рассказывают Доктору, что они открыли путешествия во времени, вновь вторглись на Землю и сменили курс истории. Контроллер добавляет к этому, что в конце XX века в начавшейся мировой войне погибло 7/8 населения, а остальные были вынуждены жить в норах. В это время вторглись далеки, завоевали Землю и стали использовать её в качестве источника сырья. Многие подчинились, как и семья Контроллера, которая уже три поколения занимает важные посты. Доктор называет его предателем, а его семью квислингами.
Повстанцы атакуют базу и спасают Доктора. Мония собирается пристрелить Контроллера, но Доктор убеждает его не делать этого. На базе ему рассказывают остаток истории: Стайлс организовал мирную конференцию, но дом престарелых был взорван, все погибли и началась война. Повстанцы посчитали, что это сделал Стайлс, и воспользовались технологией далеков, чтобы убить Стайлса до конференции. Но Доктор считает иначе и, поняв, что повстанцы принесли в настоящее бомбу из далеканиума, которой можно убить далека, понимает, что именно она и взорвёт дом, тем самым вызвав войну. В подтверждение этому Шура в настоящем пробирается в дом и закладывает бомбу в подвале.
Доктор и Джо отправляются обратно в туннели, но попадают в засаду Контроллера. Доктор убеждает его, что остановит далеков ещё до начала войны, и тот отпускает их, но его выдаёт далекам предатель, те казнят его и отправляют в настоящее отряд. В настоящем Доктор требует немедленной эвакуации всех из дома, а сам с Джо идёт в подвал, чтобы убедить Шуру не взрывать дом. Но тот слышит, что далеки уже внутри, и просит Доктора и Джо уйти. Те убегают из дома, и Шура взрывает дом вместе с собой и далеками. Стайлс говорит Доктору, что теперь конференция пройдёт успешно.

## Трансляции и отзывы
| Эпизод            | Дата показа    | Продолжительность | Телезрители (в миллионах) | Archive                 |
| ----------------- | -------------- | ----------------- | ------------------------- | ----------------------- |
| «Эпизод 1»        | 1 января 1972  | 23:36             | 9,8                       | PAL 2" colour videotape |
| «Эпизод 2»        | 8 января 1972  | 23:52             | 10,4                      | PAL 2" colour videotape |
| «Эпизод 3»        | 15 января 1972 | 24:18             | 9,1                       | PAL 2" colour videotape |
| «Эпизод 4»        | 22 января 1972 | 24:17             | 9,1                       | PAL 2" colour videotape |
| [ 1 ] [ 2 ] [ 3 ] |                |                   |                           |                         |